# 劍橋鎮區 (伊利諾伊州亨利縣)
劍橋鎮區（英語：Cambridge Township）是位於美國伊利諾伊州亨利縣的一個行政鎮區。

## 地方資料
根據2010年美國人口普查的數據，劍橋鎮區的面積為95.70平方千米，當中陸地面積為95.65平方千米，而水域面積為0.05平方千米。當地共有人口2455人，而人口密度為每平方千米25.65人。